# Apolephthisa subincana
Apolephthisa subincana es una especie de mosquito del género Apolephthisa, de la familia Mycetophilidae, orden Diptera.

## Distribución
Se distribuye por Europa.

## Taxonomía
Fue descrita por Curtis en 1837 y publicada en Curtis, J. 1837. British entomology... Vol. 14. Pls. 638-641. Privately published, London.